# Benaguasil (kommun)
Benaguasil är en kommun i Spanien.   Den ligger i provinsen Província de València och regionen Valencia, i den östra delen av landet, 280 km öster om huvudstaden Madrid. Antalet invånare är 11 298. Arean är 25,4 kvadratkilometer. Benaguasil gränsar till Benisanó, Llíria, Pedralba, La Pobla de Vallbona, Riba-roja de Túria och Vilamarxant. 
Terrängen i Benaguasil är platt.